# Taijó Scandalous
A Taijó Scandalous (太陽スキャンダラス; Hepburn: Taiyō Scandalous, ’Botrányos Nap’) a Scandal japán pop rock együttes tizenhetedik kislemeze, amely 2012. július 11-én jelent meg az Epic Records Japan kiadó gondozásában. A címadó dalt az Orange Range frontembere, Naoto szerezte, aki egy „nyári partidallam”-ként jellemezte azt. A két limitált kiadás erejére az együttes két alcsoportot alkotott, hogy felvegyenek egy-egy számot. Haruna és Rina Almond Crush (アーモンドクラッシュ) név alatt egy electropop, míg Mami és Tomomi Dobondobondo (どぼんどぼんど) név alatt egy hiphop dalt ad elő. A lemezt hivatalosan 2012. május 1-jén jelentették be, viszont már hetekkel korábban kiszivárgott a hír egy koreai zenei weboldalra.
A dal videóklipjét 2012. június 11-én mutatták be a Sony Musc Japan hivatalos YouTube csatornáján. A videó a dal nyárias témájához igazodva egy uszodában játszódik, ahol két úszócsapat verseng egymás ellen. Az együttes a víz közepén, úszó platformokon adja elő a dalt, illetve a pálya mellől szurkol az úszóknak. A két csapat a versenyszámok alatt nem tudja eldönteni a győztes kilétét, ezért vízipisztollyal esnek egymásnak, ám mivel a mérleg nyelve így sem billen egyik irányba sem, ezért az együttes tagjai is megmérettetik magukat a képviselt csapatuk nevében. A videó az „Élvezd a nyarat!!” (Enjoy Nacu!! (ENJOY 夏!!) felszólítással ér véget. A videó a Scandal korábbi promóciós klipjeihez képest viszonylag nagyobb költségvetéssel készült, hisz a számos statiszta mellett, az együttes minden tagja új, az új egyenruhájukhoz passzoló fehér hangszert kapott. A gitárokat a július 23. és 24. között megrendezésre került 2012-es Tokiói gitár shown-n is kiállították a Squier standján.

## Számlista
| Normál kiadás (ESCL-3926) | Normál kiadás (ESCL-3926)                                           | Normál kiadás (ESCL-3926) | Normál kiadás (ESCL-3926) | Normál kiadás (ESCL-3926) | Normál kiadás (ESCL-3926) | Normál kiadás (ESCL-3926) | Normál kiadás (ESCL-3926) | Normál kiadás (ESCL-3926) | Normál kiadás (ESCL-3926) |
| #                         | Cím                                                                 | Dalszöveg                 | Zene                      | Hangszerelő               | Hossz                     |                           |                           |                           |                           |
| ------------------------- | ------------------------------------------------------------------- | ------------------------- | ------------------------- | ------------------------- | ------------------------- | ------------------------- | ------------------------- | ------------------------- | ------------------------- |
| 1.                        | Taijó Scandalous (太陽スキャンダラス; Botrányos Nap)                | Haruna                    | Naoto                     |                           | 5:05                      |                           |                           |                           |                           |
| 2.                        | Welcome Home                                                        | Kavamura Juka             | Kavamura Juka             |                           | 3:59                      |                           |                           |                           |                           |
| 3.                        | Taijó Scandalous (Instrumental) (太陽スキャンダラス; Botrányos Nap) | –                         | Naoto                     |                           | 5:07                      |                           |                           |                           |                           |
| 14:18                     |                                                                     |                           |                           |                           |                           |                           |                           |                           |                           |

| Limitált kiadás „A” (ESCL-3924) | Limitált kiadás „A” (ESCL-3924)                                                                       | Limitált kiadás „A” (ESCL-3924) | Limitált kiadás „A” (ESCL-3924) | Limitált kiadás „A” (ESCL-3924) | Limitált kiadás „A” (ESCL-3924) | Limitált kiadás „A” (ESCL-3924) | Limitált kiadás „A” (ESCL-3924) | Limitált kiadás „A” (ESCL-3924) | Limitált kiadás „A” (ESCL-3924) |
| #                               | Cím                                                                                                   | Dalszöveg                       | Zene                            | Hangszerelő                     | Hossz                           |                                 |                                 |                                 |                                 |
| ------------------------------- | --- | ------------------------------- | ------------------------------- | ------------------------------- | ------------------------------- | ------------------------------- | ------------------------------- | ------------------------------- | ------------------------------- |
| 1.                              | Taijó Scandalous (太陽スキャンダラス; Botrányos Nap)                                                  | Haruna                          | Naoto                           |                                 | 5:05                            |                                 |                                 |                                 |                                 |
| 2.                              | Koi no Hadzsimari va Diet (恋の始まりはダイエット; A szerelem kezdete egy diéta, Haruna és Rina dala) | Ram Rider                       | Ram Rider                       |                                 | 4:16                            |                                 |                                 |                                 |                                 |
| 3.                              | Taijó Scandalous (Instrumental) (太陽スキャンダラス; Botrányos Nap)                                   | –                               | Naoto                           |                                 | 5:07                            |                                 |                                 |                                 |                                 |
| 14:36                           | |                                 |                                 |                                 |                                 |                                 |                                 |                                 |                                 |

| Limitált kiadás „B” (ESCL-3925) | Limitált kiadás „B” (ESCL-3925)                                     | Limitált kiadás „B” (ESCL-3925) | Limitált kiadás „B” (ESCL-3925) | Limitált kiadás „B” (ESCL-3925) | Limitált kiadás „B” (ESCL-3925) | Limitált kiadás „B” (ESCL-3925) | Limitált kiadás „B” (ESCL-3925) | Limitált kiadás „B” (ESCL-3925) | Limitált kiadás „B” (ESCL-3925) |
| #                               | Cím                                                                 | Dalszöveg                       | Zene                            | Hangszerelő                     | Hossz                           |                                 |                                 |                                 |                                 |
| ------------------------------- | ------------------------------------------------------------------- | ------------------------------- | ------------------------------- | ------------------------------- | ------------------------------- | ------------------------------- | ------------------------------- | ------------------------------- | ------------------------------- |
| 1.                              | Taijó Scandalous (太陽スキャンダラス; Botrányos Nap)                | Haruna                          | Naoto                           |                                 | 5:05                            |                                 |                                 |                                 |                                 |
| 2.                              | Cherry Jam (ちぇりーじゃむ; Mami és Tomomi dala)                    | Scha Dara Parr                  | Scha Dara Parr                  |                                 | 3:48                            |                                 |                                 |                                 |                                 |
| 3.                              | Taijó Scandalous (Instrumental) (太陽スキャンダラス; Botrányos Nap) | –                               | Naoto                           |                                 | 5:07                            |                                 |                                 |                                 |                                 |
| 14:08                           |                                                                     |                                 |                                 |                                 |                                 |                                 |                                 |                                 |                                 |